# CMBFAST
在物理宇宙学中，CMBFAST 指的是由乌罗什·塞利亚克和马蒂亚斯·萨尔达里亚加所編寫、用以計算宇宙微波背景辐射的各向異性的一種電腦程式。它是第一個能進行此類運算的有效率的程式，利用一種新穎的半解析視線法，使得計算各向異性所花費的時間從原本的數天縮短到數分鐘。